# Gli occhi di Tammy Faye
Gli occhi di Tammy Faye (The Eyes of Tammy Faye) è un film del 2021 diretto da Michael Showalter.
Il film, con protagonisti Jessica Chastain e Andrew Garfield, e basato sull'omonimo documentario del 2000 diretto da Fenton Bailey e Randy Barbato, narra le vicende dei telepredicatori Tammy Faye Bakker e Jim Bakker, dalla loro ascesa e fama fino agli scandali sessuali e finanziari e la definitiva rovina.
La pellicola ha vinto due statuette ai premi Oscar 2022 per la miglior attrice (andato a Jessica Chastain) e per il miglior trucco e acconciatura.

## Trama
Nel 1960 Tammy Faye LaValley, un'appassionata cristiana, incontra e si innamora del collega studente universitario Jim Bakker dopo aver apprezzato le sue prediche in un club. I due si sposano l'anno successivo e Tammy lo presenta alla sua famiglia. Sua madre Rachel disapprova la loro impulsività e non è così ottimista nelle sue convinzioni cristiane come Tammy, che è desiderosa di aiutare le persone che hanno bisogno di ispirazione e amore. I due iniziano a muoversi attraverso gli States per predicare e ispirare le comunità cristiane, con Jim che predica e Tammy che canta e fa spettacolo per i bambini con dei pupazzi. Nel 1964 le loro prediche ottengono l'attenzione del Christian Broadcasting Network (CBN) di Pat Robertson e i due diventano presentatori di un popolare spettacolo per bambini, Jim e Tammy. Jim riesce anche a diventare l'ospite di The 700 Club, un programma della CBN, mentre i due hanno la prima figlia, di nome Sissy, nel 1970.
In un incontro con Robertson, vengono presentati al pastore conservatore Jerry Falwell, che esprime interesse a lavorare con la CBN. Tammy è in disaccordo con Falwell riguardo alla sua politicizzazione della fede e incoraggia Jim a creare invece la loro rete televisiva in modo che i due possano avere il controllo sui propri programmi. Nel 1974 i due lasciano la CBN e creano la rete PTL (Praise the Lord), così come il loro spettacolo di punta The PTL Club. Lo spettacolo diventa sempre più popolare nel corso degli anni, con Jim che incoraggia le donazioni degli spettatori, mentre Tammy intraprende una carriera da cantante religiosa. Tammy invita sua madre Rachel e suo padre Fred a partecipare a una registrazione di uno spettacolo dal vivo, dopodiché Rachel esprime a Tammy i suoi sospetti su come la PTL ottenga i suoi soldi. Cita storie di giornali sulle scorrettezze finanziarie della PTL e dice a Tammy che è ingenua e cieca alla manipolazione del marito.
Man mano che lo spettacolo diventa più popolare, la stampa si dimostra sempre più scettica e critica nei confronti della gestione delle finanze da parte della PTL, i cui fondi si dice vengano utilizzati per finanziare ministeri, programmi cristiani per comunità in difficoltà e costruzione di case. Tammy rimane incinta di un secondo figlio, ma inizia anche a mettere in discussione il rapporto tra lei e Jim. Presto si avvicinerà sentimentalmente al suo produttore musicale Gary S. Paxton, mentre la sua relazione con Jim si sgretola. Nel 1975, Tammy dà alla luce il secondo figlio di nome Jay, ma Jim licenzia Gary dopo aver scoperto la loro relazione. Nel 1978, Jim ha concentrato la sua attenzione sulla costruzione di un parco a tema cristiano con la consulenza e l'approvazione di Falwell e Roe Messner, mentre Tammy diventa dipendente dalle pillole che le sono state date dopo il secondo parto.
Negli anni '80 Tammy diventa più scoraggiata dalla supervisione politica conservatrice di Falwell sulla PTL e dalla volontà di Jim di compiacerlo. Nel bel mezzo dell'epidemia di AIDS, Tammy invita il malato di AIDS e pastore cristiano Steve Pieters nello show per un'emozionante intervista dal vivo sul supporto della comunità gay e di coloro che hanno l'AIDS, con grande disapprovazione di Falwell. Tammy in seguito viene a conoscenza di uno scandalo sull'infedeltà di Jim nel loro matrimonio. Durante una successiva registrazione di uno spettacolo dal vivo, Tammy crolla a causa di un'overdose di pillole. Il giorno successivo, Jim confessa a Tammy di essere stato con una donna dopo aver scoperto la sua relazione con Gary, tutto questo prima che i due discutessero della loro relazione tesa e sulle differenze. Gli scandali di notizie sul debito finanziario della PTL e le relazioni sessuali di Jim (con una donna e con un collega maschio) causano una intensa risonanza da parte dei media e del pubblico, portando Tammy e Jim a perdere il controllo della PTL. Tammy, però, rimane al fianco di Jim anche quando viene arrestato per frode nel 1989.
Nel 1994 Tammy ha divorziato da Jim e sta lottando per proporre nuovi programmi alle reti, mentre sua madre Rachel è morta. Riceve un'offerta per chiamata per esibirsi a un evento cristiano in Carolina, che accetta con esitazione. All'evento, predica e canta con sicurezza, commuovendo il pubblico. 
In un epilogo testuale, si afferma, tra l'altro, che Falwell non riuscì a mantenere in vita la PTL e morì nel 2007; Jim venne scarcerato e riprese a fare il telepredicatore in una sua nuova rete; Tammy continuò a sostenere le comunità LGBTQ+ e tutte le persone bisognose, lavorando nella congregazione fino alla sua morte nel 2007.

## Produzione
Nel maggio 2019 viene annunciato il progetto, con Jessica Chastain e Andrew Garfield protagonisti e Michael Showalter alla regia.
Le riprese del film sono iniziate nell'ottobre 2019 a Charlotte, nella Carolina del Nord.

## Promozione
Il primo trailer del film è stato diffuso il 9 giugno 2021.

## Distribuzione
La pellicola è stata presentata al Toronto International Film Festival il 12 settembre 2021 e distribuita nelle sale cinematografiche statunitensi a partire dal 17 settembre seguente, mentre nelle sale italiane dal 3 febbraio 2022.

### Edizione italiana
Il doppiaggio italiano e la sonorizzazione della pellicola sono stati eseguiti dalla SDI Media di Roma; la direzione del doppiaggio e i dialoghi sono a cura di Maura Vespini, con la supervisione artistica di Lavinia Fenu.

## Riconoscimenti
- 2022 - Premio Oscar[7][2]
  - Miglior attrice a Jessica Chastain
  - Miglior trucco e acconciatura a Linda Dowds, Stephanie Ingram e Justin Raleigh
- 2022 - Golden Globe[8]
  - Candidatura per la migliore attrice in un film drammatico a Jessica Chastain
- 2021 - Dallas-Fort Worth Film Critics Association[9]
  - Terza miglior attrice a Jessica Chastain
- 2021 - Toronto International Film Festival[10]
  - TIFF Tribute Actor Awards a Jessica Chastain
- 2022 - British Academy Film Awards[11][12]
  - Miglior trucco e acconciatura a Linda Dowds, Stephanie Ingram e Justin Raleigh
- 2022 - Critics' Choice Awards[13][14]
  - Miglior attrice a Jessica Chastain
  - Miglior trucco e acconciature
- 2022 - London Critics Circle Film Awards[15]
  - Miglior attore inglese/irlandese a Andrew Garfield
- 2022 - Satellite Award[16]
  - Candidatura per la migliore attrice a Jessica Chastain
- 2022 - Screen Actors Guild Award[17][18]
  - Migliore attrice cinematografica a Jessica Chastain